# Dvärgpipistrell
Dvärgpipistrell eller dvärgfladdermus (Pipistrellus pygmaeus) är en fladdermusart i familjen läderlappar (Vespertilionidae). 

## Beskrivning
Dvärgpipistrellen är Europas minsta fladdermusart med en vingbredd upp till 25 cm, kroppslängd (huvud och bål) mellan 3 och 5 cm och vikt upp till 8 g. Just efter vinterdvalan kan den dock väga så litet som 3 g. Underarmarna är 2,8 till 3,3 cm långa och svansens längd är 2,7 till 4,8 cm.
Pälsen är rödbrun på ovansidan och ljusgrå under. Dvärgpipistrell har trekantiga öron och den broskiga fliken i örat (tragus) är böjd.

## Ekologi
Dvärgpipistrellen börjar jaga, oftast i grupp, strax efter solnedgången. Flykten är snabb med tvära kast. Födan består huvudsakligen av tvåvingar (myggor, flugor) och fjärilar. Under flykten ger den ifrån sig ett hörbart, tickande läte.  Det egentliga ekolokalisationslätet har dock en huvudfrekvens (den frekvens vid vilken lätet är starkast) på 53 kHz och är ohörbart för människan. Det totala frekvensintervallet ligger mellan 53 och 88 kHz, och medelpulslängden är 5,5 ms.
Arten finns i mycket varierande biotoper, från städernas parker och planteringar till all slags skog. I norra delen av sitt utbredningsområde är den dock mera begränsad och föredrar lövskog, gärna i närheten av sötvatten.
I april eller maj bildar honor kolonier som är skilda från de flesta hannar och i slutet av maj eller början av juni föds ungarna. Med ungar kan dessa kolonier ha några hundra medlemmar. De vilar i byggnader, i ihåliga träd eller i fladdermusholkar. Ungefär 3 till 4 veckor efter födelsen får ungarna flygförmåga och kolonin upplöser sig cirka 2 veckor senare.
Mellan platsen för fortplantningen och platsen för vinterdvalan kan ligga en kortare förflyttning.

## Utbredning
Arten är vanligt förekommande i Europa från Brittiska öarna, större delen av Iberiska halvön utom den nordligaste delen, fläckvis i Frankrike, Luxemburg, Sydtyskland, och större delen av Centraleuropa österut till Ukraina och västligaste Ryssland, Grekland och fläckvis i Turkiet.
Arten förekommer från Skåne i söder över Öland till Värmland, Västmanland och Härjedalen, samt mera sällsynt längs Norrlandskusten norrut till Umeå. Den förekommer också. om än ovanligt, på Gotland. Artdatabanken klassificerar arten som livskraftig (LC). Alla fladdermusarter i Sverige är emellertid än så länge fridlysta.
I Finland saknas arten.

## Namnstandard
Tills år 2000 var artens vetenskapliga namn Pipistrellus pipistrellus. Detta år delades arten upp i två, dvärgpipistrell och sydpipistrell. Båda arterna är snarlika; sydpipistrell är emellertid sällsynt i Sverige, och rödlistad som sårbar ("VU"). Främsta skillnaden mellan arterna är ekolokalisationslätet; medan dvärgpipistrellens huvudfrekvens ligger på 53 kHz, så är sydpipistrellens huvudfrekvens 46 kHz.